# Елена Подкаминская
Елена Илинична Подкаминская (на руски: Елена Ильинична Подкаминская) е руска кино и театрална актриса.

## Биография
Родена е в семейство на музиканти на 10 април 1979 година в Москва. През 2001 година завършва театралния институт „Борис Щукин“ в класа на Александър Ширвиндт. От 2000 година Подкаминская е част от трупата на Московския сатиричен театър. През 2010 година ражда дъщеря Полина. Елена Подкаминская е най-известна с ролята си в сериала „Кухня“, в който се снима от 2012 година. Избрана е за „Жена на годината“ от списание Glamour през 2013 г. и за най-модна актриса на годината от Fashion people awards за 2014 г.